# بث محدود
يُفهم البث المحدود (بالإنجليزية: Narrowcasting)‏ منذ زمن بعيد على أنه إذاعة المعلومات (عادةً عن طريق الراديو أو التلفزيون) لجمهور محدود، وليس لعامة الناس. وينطوي البث المحدود على توجيه رسائل إعلامية إلى قطاعات محددة من الجمهور تتحدد من خلال القيم أو التفضيلات أو السمات الديموغرافية. ويطلق عليه أيضًا التسويق المتخصص أو التسويق المستهدف. ويعتمد البث المحدود على فكرة ما بعد الحداثة في أن الجمهور المتكتل لا وجود له. بينما ظهرت الاستخدامات الأولى للمصطلح في سياق برامج راديو الاشتراك في أواخر أربعينيات القرن العشرين، ودخل المصطلح لأول مرة في المعجم الشائع بفضل عالم الكمبيوتر وناشط البث الإذاعي العام جوزيف كارل روبنيت ليكاليدر الذي وضع تصورًا في تقريرٍ صدر عام 1967 يتضمن «شبكات تلفزيونية متعددة تهدف إلى تلبية احتياجات عدد أصغر ومحدد من الجماهير. قال ليكاليدر،» هنا، أود صياغة مصطلح «البث المحدود» واستخدامه للتأكيد على رفض أو حل القيود التي يفرضها الالتزام بنهج بث موحد شامل." "
ويمكن أيضًا تطبيق مصطلح «البث المحدود» على نشر المعلومات لجمهور ما (من الخاصة أو العامة) تجمعهم منطقة جغرافية واحدة - مثل مجموعة من موظفي المكاتب أو القوات العسكرية أو جمهور مؤتمر ما - مما يتطلب إذاعة مركزية للمعلومات من مصدر مشتَرك.

## التأثير الاجتماعي
نوقش هذا التطور نحو البث الضيق في عام 1993 من قبل حميد نفيسي الذي ركز على هذا التغيير على وجه التحديد في لوس أنجلوس وكيف أثر هذا المحتوى على جمهور أكثر ضيقًا في الثقافة الاجتماعية. على سبيل المثال، مع ظهور البرامج التلفزيونية الشرق أوسطية، انتهى الأمر إلى أن تكون هذه «جزءا من الثقافات الشعبية الديناميكية والمتعددة الجوانب التي تنتجها وتستهلكها مجتمعات المهاجرين والشتات في جنوب كاليفورنيا.» المحتوى الذي لم يكن عليه دعوة جماهير كبرة لمشاهدته، كان أسهل إنتاجه والترويج له، مما جعل من السهل على الأقليات أن تشعر بأنها ممثلة في التلفزيون.

## التطبيق التجاري
يهتم خبراء التسويق كثيرًا بوسائل إعلام البث المحدود باعتبارها أداة إعلان تجارية، نظرًا لأن الوصول إلى مثل هذا المحتوى ينطوي على العرض على جمهورٍ محدد واضح المعالم من المستهلكين المحتملين. وتنص النظرية على أنه من خلال تحديد الطبيعة السكانية (الديموغرافية) المحددة التي تشاهد هذه البرامج، يمكن للمعلنين استهداف أسواقهم بشكلٍ أفضل. فغالبًا ما يتم بث برامج تلفزيونية مسجلة مسبقًا للجمهور المقيد الحركة في سيارات الأجرة والحافلات والمصاعد وقوائم الانتظار (كما هو الحال في فروع بوست أوفيس (Post Office) في المملكة المتحدة). على سبيل المثال، تعرض شبكة كابفيجين في سيارات الأجرة السوداء في لندن عددًا محدودًا من البرامج التلفزيونية المسجلة مسبقًا تتخللها إعلاناتٌ موجهة إلى ركاب سيارة الأجرة. وقد حقق التلفزيون تحولاً من الإذاعة إلى البث المحدود مما أعطى ميزةً أكبر للمعلنين حين يتعلق الأمر بتوجيه رسائلهم إلى جمهور من فئة سكانية معينة. فعلى سبيل المثال، إذا كانت شركة مشروب الطاقة ريد بول تريد استهداف الرياضيين من هواة رياضات الحركة من عمر 18 إلى 25 عامًا، فيمكنها شراء وقتٍ إعلاني على شبكة متخصصة مثل فيول تي في التي تقوم فقط بالبث المحدود لبطولة القتال النهائي (UFC)، مما يجعل رسالتهم أكثر قيمة من خلال التسويق لجمهور مركز.

## على شبكة الإنترنت
تستخدم الإنترنت كلاً من أساليب الإذاعة والبث المحدود. ومعظم المواقع تستخدم نموذج الإذاعة نظرًا لأن أي شخص متصل بالإنترنت يمكنه عرض المواقع (موسوعة ويكيبيديا مثال جيد على ذلك، حيث يمكن لأي شخصٍ متصل بالإنترنت استقبال هذا الموقع). ومع ذلك، فإن المواقع التي تتطلب من المستخدم تسجيل الدخول قبل عرض المحتوى تعتمد بشكل أكبر على نموذج البث المحدود. كما أن التقنيات التي تعمل بنظام الدفع التي ترسل معلومات إلى المشتركين هي شكل آخر للبث المحدود. ولعل أفضل مثال على البث المحدود هو القوائم البريدية الإلكترونية حيث يتم إرسال الرسائل للأفراد المشتركين في القائمة فقط.
كما ينطبق البث المحدود في بعض الأحيان على البودكاست، نظرًا لأن جمهور البودكاست غالبًا ما يكون محددًا بشكل شديد الوضوح. وذكر الدكتور جوناثان ستيرن من جامعة ماكجيل أن «البث المحدود هو أحد أشكال الإذاعة إذا أمكن فهم المصطلح الأخير على أنه» نشرٌ واسع للمحتوى من خلال وسائل إعلام إلكترونية أو ميكانيكية"". أما الأساليب الإعلامية التقليدية الأخرى أحادية الاتجاه من أشكال البث المحدود؛ مثل البرامج الحوارية على الإنترنت، فيمكن تمييزها عن برامج البث الإذاعي. وتركز أساليب البث المحدود على موضوع محدد (ضيق)، بينما تتميز برامج الإذاعة بتغطية أوسع لمواضيع أعم.

## البث المحدود التفاعلي
هناك نوع جديد من البث المحدود يتطور في شكل بث محدود تفاعلي. ويتيح البث المحدود التفاعلي للمتسوقين التأثير على المحتوى المعروض من خلال البث المحدود. وإحدى وسائل القيام بذلك يتم من خلال شاشة لمس. ويتم إدخال المزيد والمزيد من الأنظمة إلى سوق البث المحدود.
حيث يتيح المحتوى المتغير تبعًا للمستخدم وسيطًا ممتازًا للتسويق بالبث المحدود بشرط أن يتوافق المنتج الصحيح مع وسيط مناسب.
كما تتيح هذه النظم للعلامات التجارية التواصل مع عملائها عبر أجهزة الكمبيوتر الشخصية. وتتميز غالبية مشاريع البث المحدود التفاعلي بأنها أكثر فعالية وأقل تكلفة مع مرور الوقت.